# Капаєв Євген Миколайович
Євген Миколайович Капаєв (12 вересня 1984, Макіївка, Українська РСР) — український волейболіст, догравальник. Багаторазовий чемпіон України у складі харківського «Локомотива». Виступав за національну збірну України.

## Клуби
| Роки      | Клуб                    |
| --------- | ----------------------- |
| 2004–2016 | «Локомотив» (Харків)    |
| 2016–2017 | «Барком-Кажани» (Львів) |
| 2017–2018 | «Локомотив» (Харків)    |
| 2018-2019 | «Слепськ» (Сувалки)     |
| 2019–2020 | «Локомотив» (Харків)    |
| 2020–2021 | «Решетилівка»           |
| 2021–2022 | «Локомотив» (Харків)    |

## Досягнення
Чемпіонат України :
- Перше місце (): 2005, 2007, 2009, 2010, 2011, 2012, 2013, 2014, 2015, 2016[1]
- Друге місце (3): 2008, 2017, 2018

Кубок України :
- Перше місце (): 2004, 2006, 2007, 2008, 2009, 2010, 2011, 2012, 2013, 2014, 2015, 2016

Суперкубок України :
- Перше місце (): 2016, 2017

Чемпіонат Польщі в першій лізі :
- Перше місце (): 2019[2]

## Галерея

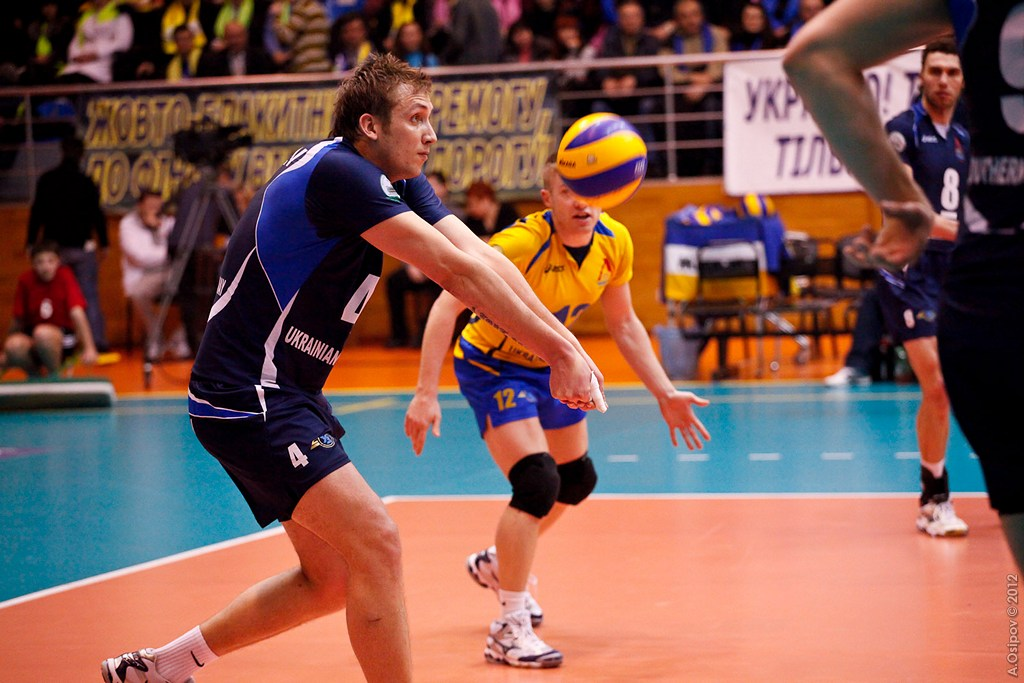
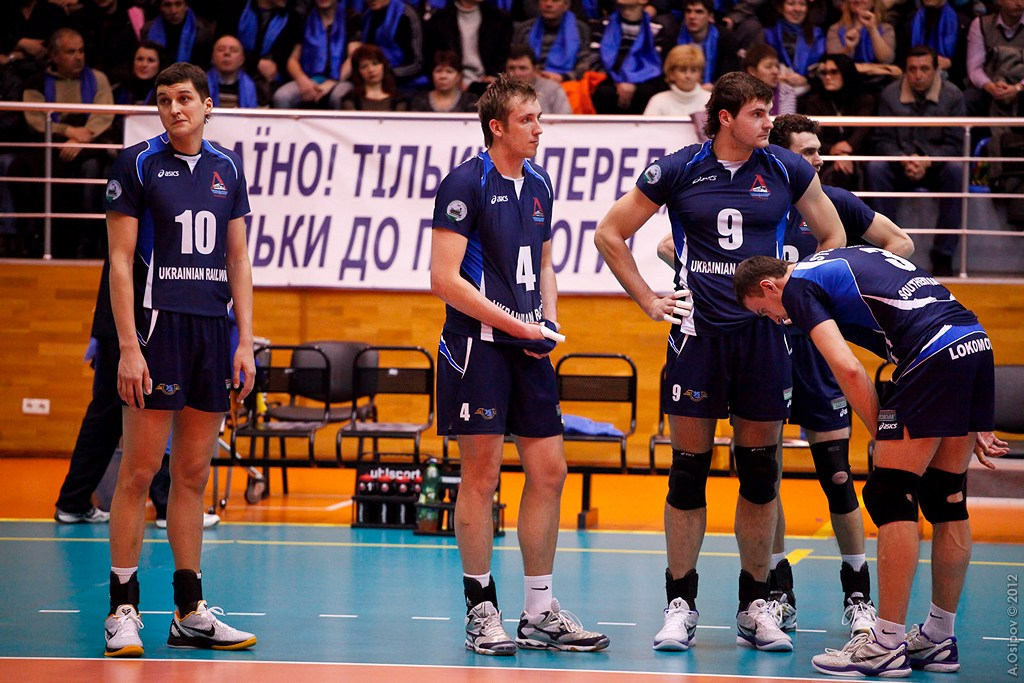